# Бренберг
Бренберг (њем. Brennberg) општина је у њемачкој савезној држави Баварска. Једно је од 41 општинског средишта округа Регенсбург. Према процјени из 2010. у општини је живјело 1.841 становника. Посједује регионалну шифру (AGS) 9375120.

## Географски и демографски подаци
Бренберг се налази у савезној држави Баварска у округу Регенсбург. Општина се налази на надморској висини од 611 метара. Површина општине износи 30,6 km². У самом мјесту је, према процјени из 2010. године, живјело 1.841 становника. Просјечна густина становништва износи 60 становника/km².

## Међународна сарадња
| Мјесто | Држава   | Врста сарадње | Од    |
| ------ | -------- | ------------- | ----- |
| Бања   | Мађарска | контакт       | 1987. |
| Извор  |          |               |       |